# 托什·普羅葉斯基

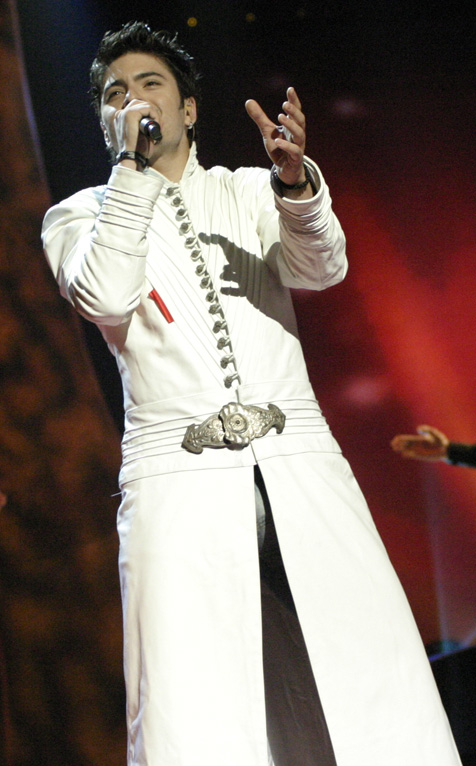
2004年，他在土耳其伊斯坦堡的Eurovision比賽。

托多·托什·普羅葉斯基 （1981年1月25日—2007年10月16日）是一個馬其頓的歌手、歌曲創作人和演員。他在巴爾幹地區以至東歐極受歡迎，在該國音樂界首屈一指。他最為人熟知的莫過於聲線嘹亮，以及口頭禪 馬其頓語： （馬語「我愛你們」之意），曾被BBC新聞稱讚為「巴爾幹貓王」。2007年10月16日，他不幸死於一次在鄰國的車禍。

## 生平

### 早年
他在普里萊普出生及成長。12歲已經才華橫溢，獲選在斯科普里流行兒歌節「Zlatno Slavejče （黃金夜鶑）」表演阿羅馬尼亞語曲目《Јаs i mојоt dеdо》。這是他首次公開演出，然而歌途卻是在1996年普里萊普青年音樂節Melfest開始蒸蒸日上。 
隨著曝光機會增加，其嘹亮聲線亦獲讚賞，使他在1997年參加什蒂普音樂節Makfest並表演歌曲《Pusti Me》（「Let Me Go」）後出名。他的歌迷迅速增加，而他也繼續借音樂節機會，如SkopjeFest、OhridFest以作推廣自己的音樂。他和馬國最受歡迎的曲詞創作人格列戈·科普羅夫（Grigor Koprov）合作，製作「金曲」，如《Usni na Usni》（唇疊唇）和《Sonce vo Tvoite Rusi Kosi》（妳金髮中的太陽）。1999年，他出版有11首歌曲的大碟Nekade vo Nokta（夜中某處）。同年夏天，他在斯科普里作出了首場個人演唱會演出。
2000年，他在SkopjeFest參加了Eurovision馬其頓共和國預賽，曲目是《Solzi Pravat Zlaten Prsten》（Tears Make a Golden Ring），獲得季軍和公眾電話投票冠軍，僅次於亞軍卡露琳娜·戈切娃（Karolina Gočeva）和冠軍 XXL。同期，他開始為他第二張專輯Sinot Božji（眾神之子）錄製歌曲，並於同年6月下旬推出。專輯的金曲包括《Nemir》（不息，和戈切娃的合唱歌）、《Vo Kosi da ti Spijam》（睡在妳的髮裡）、《Izlaži me Ušte Ednaš》（再對我說一次謊）、《Iluzija》（幻覺，在維特別斯克的斯拉夫巴扎音樂節的Grand Prix）和《Tajno Moja》（我的秘密）。後兩首是由基雷·科斯托夫作曲（Kire Kostov，曾在Herceg Novi舉行的Sunčane Skale音樂節獲得亞軍。
塞爾維亞製作公司BK Sound購買了普氏專輯在其他前南斯拉夫的共和國的發佈權，令他在2000年裡，在其他前南斯拉夫的共和國中聲名大噪，更有斯科普里和貝爾格萊德的簽唱會。2001年，他又和其他馬其頓歌手作了一次澳洲之行。

### 巨星之途
在希臘雅典的錄音室，他錄製了第三張專輯Ako me Pogledneš vo Oči（若你看著我雙眼）。2002年10月發布的這張專輯，包括了馬其頓語和塞爾維亞語的歌曲。發佈後，他在全國作巡迴宣傳，其後又到塞爾維亞、波黑和保加利亞 作更多宣傳。翌年4月，他在貝爾格萊德赢得了Beovizija，歌曲是《Čija Si》（To Whom Do You Belong?），在馬國和其他前南斯拉夫共和國中膾炙人口。這歌本來打算在2003年Eurovision歌唱比賽中作為塞爾維亞和黑山的代表，但因太多國家參與，有關方面逼令一些國家退出，塞黑即為其一。
他為了改善唱歌技巧，在美國紐約向曾指導名歌唱家 帕瓦洛蒂的大師威廉·芮利（William Riley）。回國後，他在馬國舉行了一些人道組織籌款演唱會，其後獲 德蘭修女人道主義獎，並在2003年成為UNICEF區域大使。